# Mastigoproctus colombianus
Mastigoproctus colombianus är en spindeldjursart som beskrevs av Cândido Firmino de Mello-Leitão 1940. 
Mastigoproctus colombianus ingår i släktet Mastigoproctus och familjen Thelyphonidae. Inga underarter finns listade i Catalogue of Life.